# 3986 Rozhkovskij
3986 Rozhkovskij eller 1985 SF2 är en asteroid i huvudbältet som upptäcktes den 19 september 1985 av den rysk-sovjetiske astronomen Nikolaj Tjernych vid Krims astrofysiska observatorium på Krim. Den har fått sitt namn efter Dmitry Aleksandrovich Rozhkovsky.
Asteroiden har en diameter på ungefär 6 kilometer och den tillhör asteroidgruppen Flora.